# Bomolochus mugilis
Bomolochus mugilis är en kräftdjursart. Bomolochus mugilis ingår i släktet Bomolochus och familjen Bomolochidae. Inga underarter finns listade i Catalogue of Life.